# Zwiebelkuchen

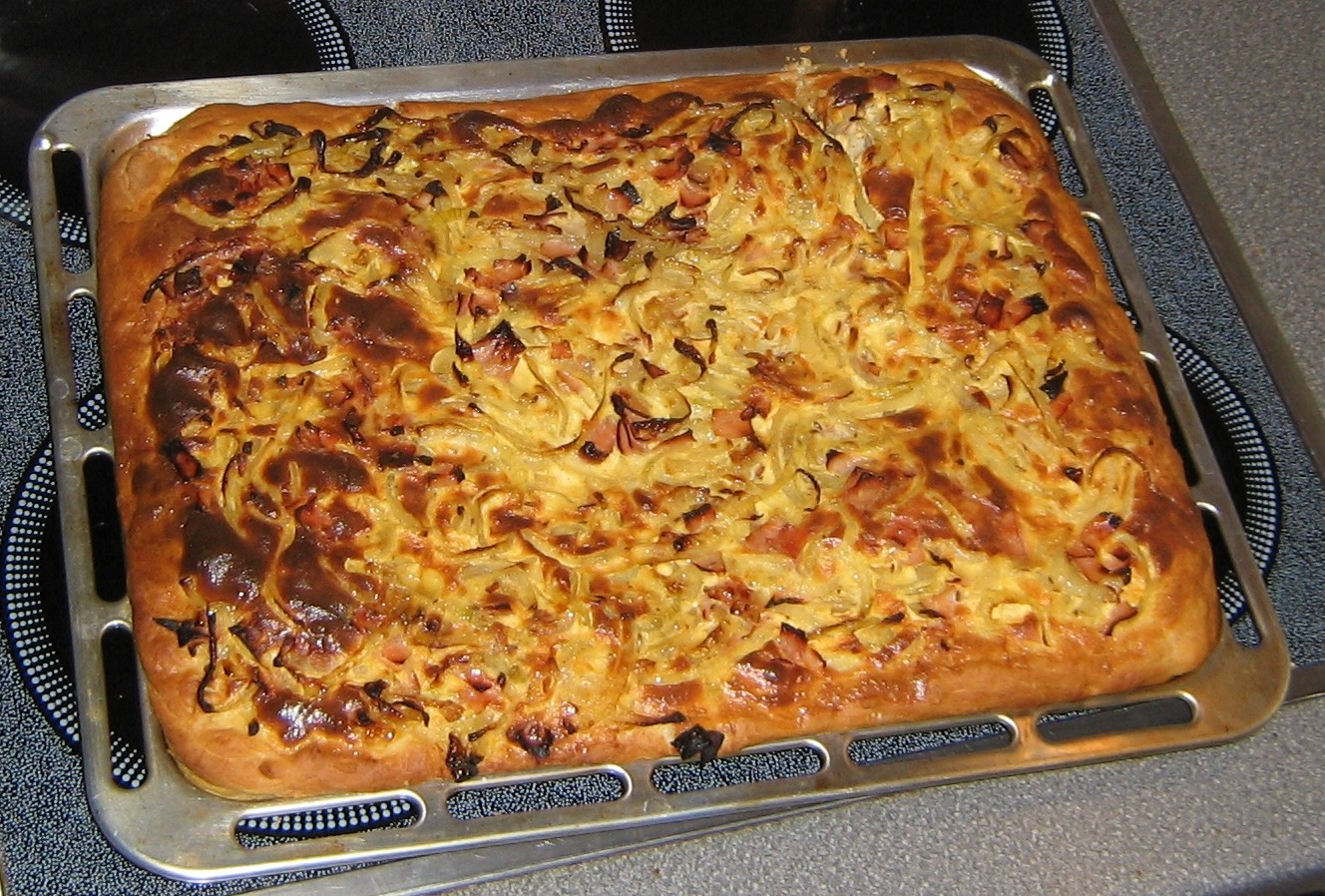
Un Zwiebelkuchen dans une plaque de four.

Un Zwiebelkuchen, littéralement « gâteau aux oignons » en allemand, est une tarte à une seule croûte remplie d'un mélange d'oignons cuits à la vapeur, de lard coupé en dés, de crème et de graines de carvi. Ce mets est surtout populaire dans les régions à vignobles de l'Allemagne, dont la Hesse rhénane, le Palatinat, la Franconie et le district de Souabe.